# AG Insurance-Soudal Team
AG Insurance-Soudal Team (Kod UCI: AGS) – belgijska profesjonalna kobieca grupa kolarska powstała w 2019.

## Nazwa grupy w poszczególnych latach
| lata      | nazwa                          |
| --------- | ------------------------------ |
| 2019      | Rogelli-Gyproc                 |
| 2020–2021 | NXTG Racing                    |
| 2022      | AG Insurance NXTG              |
| 2023      | AG Insurance-Soudal Quick-Step |
| od 2024   | AG Insurance-Soudal Team       |

## Obecny skład (2024)
| Skład drużyny 2024               | Skład drużyny 2024   | Skład drużyny 2024 | Skład drużyny 2024                               |
| Imię i nazwisko                  | Data urodzenia       | Państwo            | Poprzednia grupa                                 |
| -------------------------------- | -------------------- | ------------------ | ------------------------------------------------ |
| Mireia Benito                    | 30 grudnia 1996      | Hiszpania          | Massi Tactic (2022)                              |
| Maaike Boogaard                  | 24 sierpnia 1998     | Holandia           | UAE Team ADQ (2022)                              |
| Julia Borgström                  | 9 czerwca 2001       | Szwecja            | Team Rytger powered by Cykeltøj-Online.dk (2019) |
| Justine Ghekiere                 | 14 maja 1996         | Belgia             | Plantur-Pura (2022)                              |
| Sarah Gigante                    | 6 października 2000  | Australia          | Movistar Team (2023)                             |
| Marthe Goossens                  | 4 maja 2002          | Belgia             | Multum Accountants (2022)                        |
| Kimberley Le Court               | 23 marca 1996        | Mauritius          | Bizkaia-Durango (2016)                           |
| Anya Louw                        | 16 października 2000 | Australia          | ARA-Pro Racing Sunshine Coast (2021)             |
| Gaia Masetti                     | 26 października 2001 | Włochy             | Top Girls Fassa Bortolo (2021)                   |
| Ashleigh Moolman-Pasio           | 9 grudnia 1985       | Południowa Afryka  | SD Worx (2022)                                   |
| Ilse Pluimers                    | 29 kwietnia 2002     | Holandia           |                                                  |
| Maud Rijnbeek                    | 3 grudnia 2002       | Holandia           |                                                  |
| Julie Van de Velde               | 2 czerwca 1993       | Belgia             | Fenix-Deceuninck (2023)                          |
| Ally Wollaston                   | 4 stycznia 2001      | Nowa Zelandia      |                                                  |
| Nicole Steigenga                 | 27 stycznia 1998     | Holandia           | Coop-Hitec Products (2022)                       |
| Leonie Bentveld (20 kwi–13 wrz)  | 17 kwietnia 2004     | Holandia           | Duolar-Chevalmeire (2023)                        |
| Lore De Schepper (14 cze–31 gru) | 12 listopada 2005    | Belgia             | AG Insurance-Soudal NXTG (2024)                  |
|                                  |                      |                    |                                                  |
| Źródło: ProCyclingStats          |                      |                    |                                                  |